# Gimli (Pământul de Mijloc)

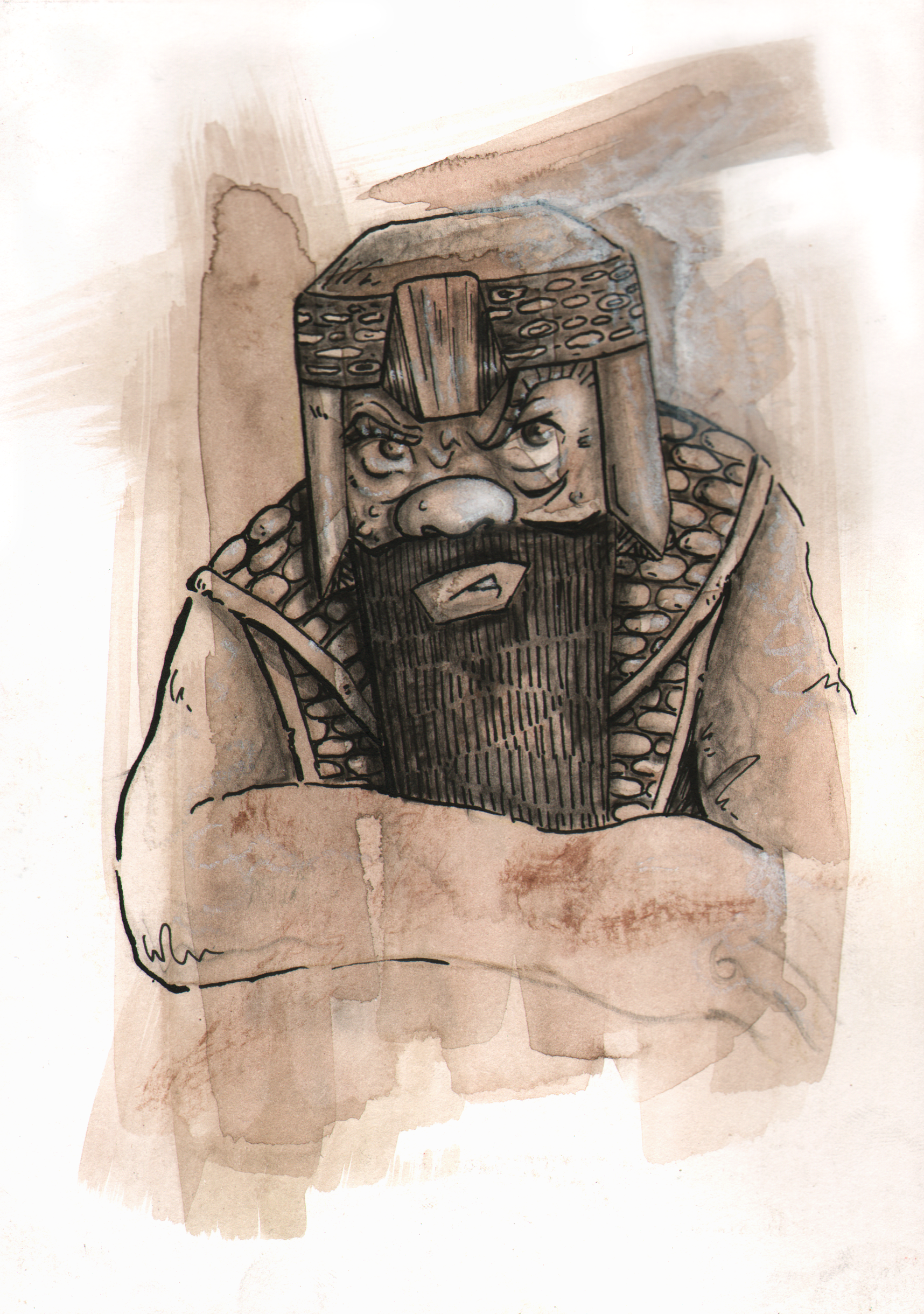
Gimli

Gimli este unul dintre personajele principale ficționale din trilogia Stăpânul Inelelor scrisă de J.R.R. Tolkien.

## Descrierea personajului
Gimli a fost membru al folclorului lui Durin, care s-a oferit voluntar să-l însoțească pe Frodo Baggins ca membru al Frăției Inelului pentru a distruge "inelul suprem". Era un războinic onorabil, înțelept și încăpățânat.
Gimli a devenit profund încantat de întâlnirea cu elful Galadriel și a făcut o prietenie cu elful Legolas, în ciuda ostilității sale originare (datorită faptului că Thranduil , tatăl lui Legolas, l-a încarcerat o dată pe Glóin, tatăl lui Gimli, unul din membrii companiei lui Thorin Oakenshield din The Hobbit ). Aceste relații au ajutat la reabilitarea relației de lungă durată dintre Elfi și Dwarfii din Pământul de mijloc .
Gimli s-a născut în Ered Luin (Munții Albastri) în anul 2879 al erei trecute. Tatăl său era Glóin, unul dintre foștii tovarăși ai hobitului, Bilbo Baggins. Gimli dorea să-l însoțească pe tatăl său și pe ceilalți în compania lui Thorin Oakenshield în căutarea de a recupera Erebor (Muntele Singurstic) în anul 2941, dar la vârsta de 62 de ani a fost considerat prea tânăr.
El a fost un descendent îndepărtat al lui Durin Deathless, strămoșul poporului Dwarven la care a aparținut Gimli Longbeards. Gimli era de linie regală, dar nu aproape de succesiune. El a fost cel de-al treilea văr a lui Dáin II, rege al populației lui Durin, și văr primar cu Balin, unul dintre foștii tovarăși ai lui Bilbo și mai târziu Lord of Moria pentru o perioadă scurtă de timp.
Gimli a fost prezentat în primul volum al lui The Lord of the Rings, Frăția inelului, la consiliul condus de lordul elf Elrond. Gimli și tatăl său au fost prezenți la consiliu (care a avut loc în 3018) pentru a aduce știri despre casa lor, Erebor, și pentru a avertiza că Lordul Întunecat Sauron căuta inelul suprem. Acolo au aflat că ruda lui Bilbo, Frodo, deținea acum inelul, un inel de forjă, forjat și apoi pierdut de Lordul întunecat Sauron. Consiliul a decis să îl distrugă prin aruncarea lui în Muntele vulcanic Doom în domeniul lui Sauron din Mordor. Frodo s-a oferit voluntar pentru această sarcină, iar Elrond a ales opt membrii de diferite rase pentru a-l ajuta în sarcina lui, inclusiv pe Gimli. Astfel, s-a format Frăția Inelului.
În cadrul Frăției a existat inițial o fricțiune între Gimli și elful Legolas din diverse motive: rasele lor aveau o veche nemulțumire împotriva celuilalt față de materia antică a Colierului Piticului și distrugerea lui Doriath și, mai recent, Thranduil, tatăl lui Legolas, care o dată la  întemnițat pe Glóin, tatăl lui Gimli (așa cum este descris în The Hobbit ).
Când compania a fost forțată să intre într-un vechi templu subteran Dwarf, Minele din Moria, Gimli a fost la început entuziasmat și speră să găsească o colonie recent înființată a poporului său, condusă de vărul său Balin. Cu toate acestea, Moria era locuită de un număr mare de orci și câțiva troli de pesteri, precum și de un Balrog (un vechi demon din timpurile de demult), iar Balin și oamenii săi au murit. Balin își avea mormântul în Camera de înregistrări, împreună cu o cronică a evenimentelor, dar orcii le-au descoperit prezența și au trebuit să se lupte cu ei.
După ce conducătorul lor Gandalf cel sur a căzut într-o prăpastie în timpul unei bătălii cu demonul Balrog , Frăția a scăpat în cele din urmă din minele din Moria. Aragorn , i-a dus apoi la pădurea din Lothlórien , populată de Elfi care nu erau prietenoși cu Dwarfii. Gimli a fost pus să fie legat la ochi dacă va intra în pădure, iar refuzul său aproape a condus la o situație violentă, care a fost dezamorsată numai atunci când Aragorn a propus ca întreaga Frăție să fie legată la ochi, ceea ce s-a și făcut.
Opinia lui Gimli despre Elfi s-a schimbat drastic când a întâlnit-o pe Galadriel , co-conducătorul din Lothlórien: frumusețea, bunătatea și înțelegerea ei l-au impresionat atât de mult pe Gimli, că atunci când i s-a dat ocazia de a cere tot ce dorea, el a răspuns că este capabil să o vadă și auzi cuvintele ei blânde iar asta a fost un cadou suficient. Când a fost presat mai târziu, el a recunoscut că și-a dorit un singur fir de păr auriu, ca să-l prețuiască și să-l păstreze ca pe o moștenire a casei sale, dar că nu a putut cere un astfel de dar. Galadriel a fost atât de emoționată de cererea lui îndrăzneață încât i-a oferit nu unul, ci trei fire din părul ei de aur. De asemenea, ea i-a dat ulterior lui Gimli numele "Lockbearer". Până la sfârșitul șederii în Lothlórien, Gimli și-a format o prietenie improbabilă cu Legolas.
La Amon Hen, compania a fost destrămată, pentru că Boromir , fiul lordului din Gondor , a încercat să ia inelul de la Frodo și să-l folosească pentru Gondor și câștigul propriu în războiul lor împotriva lui Sauron. Frodo a fugit după asta și a continuat călătoria, însoțit doar de grădinarul său Samwise Gamgee .
În cel de-al doilea volum, The Two Towers (Cele două turnuri), ceilalți membri ai Frăției erau împrăștiați în timp ce-l căutau pe Frodo, iar ceilalți doi hobbiți ai companiei, Meriadoc Brandybuck și Peregrin Took , erau capturați de orcii care îi urmăreau. Boromir a fost rănit mortal în lupta pentru apărarea lor. Gimli, Aragorn și Legolas l-au pus pe o barcă de înmormântare și au decis să meargă după Merry și Pippin, pentru că misiunea lui Frodo nu mai era în mâinile lor.
După ce au parcurs o mare distanță în câteva zile și au intrat astfel în ținutul Rohan, l-au întâlnit pe căpitanul Éomer și pe călăreții lui, care au ucis trupa de orci. Când Éomer a vorbit de rău despre numele elfului  Galadriel, Gimli a răspuns cu cuvinte extrem de aspre, ducând la o situație ostilă care a trebuit să fie dezamorsată de Aragorn. Continuând să-i caute pe cei doi hobbți, l-au întâlnit  Gandalf cel sur care a fost trimis înapoi (înviat) drept Gandalf cel alb și lider al ordinului de vrăjitori după trădarea lui Saruman. Acesta i-a asigurat că hobbiții erau acum în siguranță. Gandalf i-a condus spre capitala lui Rohan , Edoras , unde a scos din inacțiune pe regele Théoden , unchiul lui Éomer , și l-a dezvăluit pe consilierul său Gríma ca spion a lui Saruman aliatul principal a lui Sauron seniorul întunericului.
Gimli și-a dovedit valoarea în luptă, în bătălia care a urmat de la Hornburg împotriva forțelor lui Saruman. În acea bătălie, el și Legolas s-au angajat într-un concurs de ucidere a orcilor (Gimli a câștigat cu unul, ucigând 42 de orci față de cei 41 ai lui Legolas), deși a suferit o rănire minoră a capului și toporul său a fost tăiat pe gulerul de fier al primului orc sau uruk-hai. În timpul bătăliei, Gimli a salvat viața lui Éomer prin uciderea a doi orci și a respingerii a altor doi care l-au atacat pe căpitan. Mai târziu, descrierea vie a lui Gimli a Peșterilor strălucitoare din Aglarond l-a făcut pe Legolas să promită că se va întoarce și va vizita peșterile când războiul se va termina. (ei au împlinit această promisiune, iar Gimli și-a dat acordul să viziteze Pădurea Fangorn). Prietenia lor era un model pentru depășirea prejudecăților, chiar au călătorit împreună pe același cal. După victorie, Gimli și ceilalți s-au dus la cetatea lui Saruman din Isengard, unde Gandalf l-a alungat pe Saruman din Ordinul Vrăjitorilor și i-a sfărâmat toiagul.
În cel de-al treilea volum, The return of the King, Gimli l-a însoțit pe Aragorn și Legolas pe "drumul morților", unde la piatra lui Erech, Aragorn i-a convocat pe "Morții din Dunharrow" la război împotriva trupelor de orci care atacau orașul Minas Tirith. Sosirea lor a dus în cele din urmă la victoria în bătălia de pe câmpurile Pelennor . Gimli a reprezentat Dwarfii în bătălia finală împotriva lui Sauron la Poarta Neagră din Mordor. Înainte ca armata din Gondor să fie copleșită, inelul a fost distrus și Sauron învins.
După război, Gimli a condus un număr mare de  dwarfi din spița lui Durin, pentru a stabili un nou domeniu dwarf la Aglarond și a devenit primul Domn al Peșterilor strălucitoare. Piticii din peșterile strălucitoare au construit "lucrări minunate" în Rohan și Gondor și au înlocuit poarta ruinată a lui Minas Tirith cu una nouă din mitril și oțel.
Conform Cărții Roșii a lui Westmarch, după moartea lui Aragorn ca rege al regatului reunit, Gimli (în vârstă de 262 de ani, foarte bătrân pentru un pitic) a navigat cu Legolas in Vest, devenind primul pitic care a vizitat Terenurile Undying . Acest lucru a rezultat din dragostea lui atât pentru Legolas, cât și pentru Lady Galadriel.